# 沪东中华造船
沪东中华造船（集团）有限公司由原沪东造船（集团）有限公司和中华造船厂于2001年4月8日合并组建，是中国船舶工业集团公司旗下的核心企业，是中国最大的造船基地。作为中国海军重要的装备生产基地，沪东中华被誉为“护卫舰和登陆舰的摇篮”。
沪东中华目前为中国唯一一家有能力建造大型液化天然气载运船的企业。

## 历史

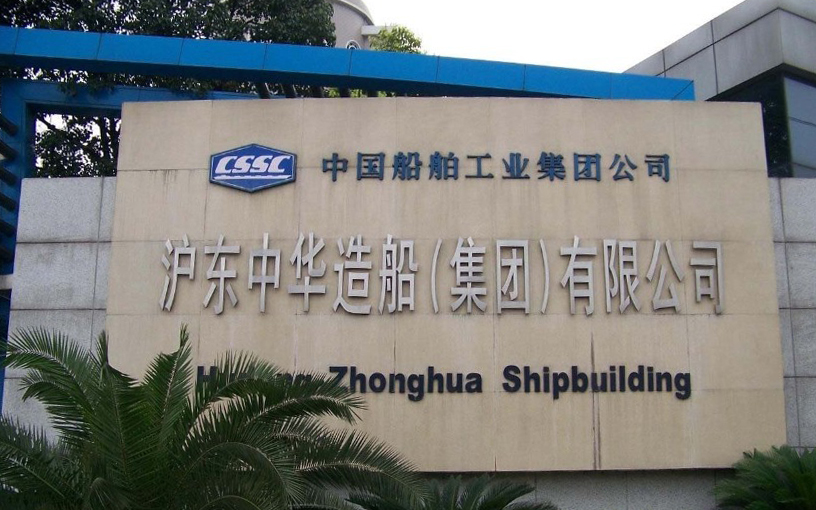
沪东中华大门入口

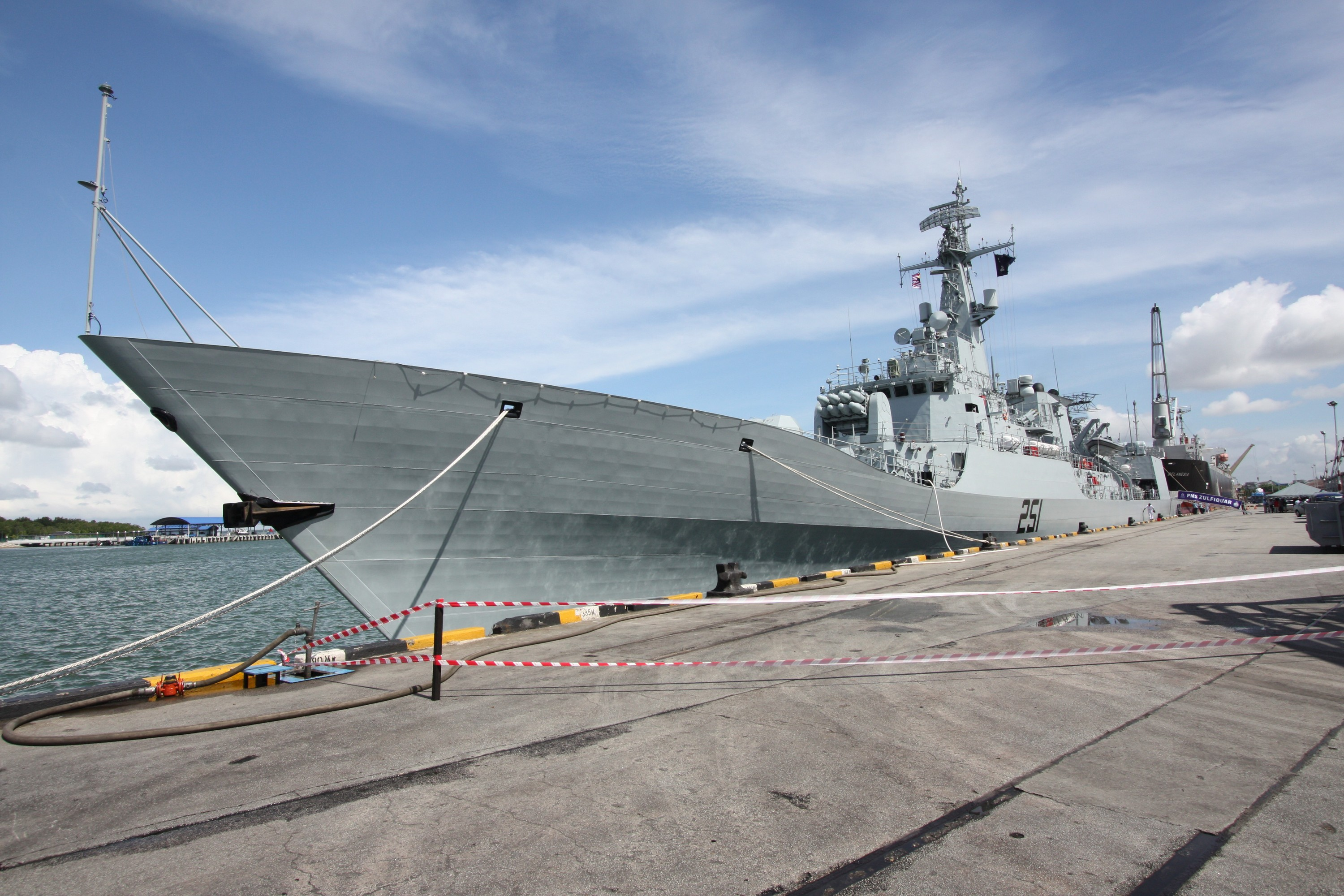
为巴基斯坦海军建造的F-22P型护卫舰

沪东造船厂可追溯到英商爱立克·马勒于清同治十三年（1874年）在上海创建的“赉赐洋行”，主要业务是经营进出口贸易、船舶代理等。民国17年（1928年）为扩大经营范围，开设了马勒机器造船厂。太平洋战争爆发后不久，日军于1941年接管工厂，将其改名为“三井造船所”，成为日本在华的重要兵工厂之一。1945年9月，日军投降后，马勒船厂仍归英商所有，但经营重点转到香港，该厂由员工自治运营经营修船业务。1952年后经中央重工业部船舶工业局改组，改名为国营沪东造船厂，1995年改制成立沪东造船集团。
中华造船厂前身是大中华造船机器厂，创建于民国15年（1926年）。民国23年（1934年）为天津航业公司设计建造中国国内第一艘破冰船“天行”号。厂主杨俊生原为江南造船厂厂长，出来后自筹资金办厂。1953年1月实行公私合营，改名公私合营中华造船厂股份有限公司；1966年11月更名为东方红造船厂，1973年1月重新定名中华造船厂。
2001年4月8日，中国船舶工业集团对旗下沪东造船集团、中华造船厂进行了重组，沪东中华造船（集团）有限公司正式成立。

## 国家级重点实验室
- 国家能源LNG海上储运装备重点实验室

## 下属造船企业
- 上海江南长兴造船有限责任公司
- 上海船厂船舶有限公司